# CF Universidad de San Carlos
Club de Fútbol Universidad de San Carlos, często określany poprzez skrót USAC – gwatemalski klub piłkarski z siedzibą w stołecznym mieście Gwatemala, w departamencie Gwatemala. Występuje w rozgrywkach Primera División. Domowe mecze rozgrywa na obiekcie Estadio Revolución. Jest najstarszym wciąż funkcjonującym klubem piłkarskim w Gwatemali.

## Osiągnięcia
- amatorskie mistrzostwo Gwatemali (6): 1924, 1926, 1928, 1929, 1930, 1931
- amatorskie wicemistrzostwo Gwatemali (1): 1927
- wicemistrzostwo Gwatemali (1): 1956

## Historia
Klub został założony 3 marca 1922 pod nazwą Estudiantes de Medicina. Jest oficjalnym zespołem piłkarskim najstarszej i największej uczelni w kraju, Universidad de San Carlos de Guatemala (USAC), która administruje klubem. W latach 20. i 30. był czołową drużyną w Gwatemali, kiedy to 6 razy wywalczył mistrzostwo rozgrywek Liga Capitalina, a więc amatorskich mistrzostw kraju. W 1930 roku zmienił nazwę na Universidad Nacional. 
W 1942 roku założono profesjonalną ligę gwatemalską, Liga Nacional, do której Universidad dołączył dwa lata później. Występował w niej najpierw w latach 1944–1947, a następnie w latach 1952–1978. Wywalczył wówczas największy sukces w swojej profesjonalnej historii w postaci wicemistrzostwa Gwatemali (1956). W 1972 roku Universidad Nacional zajął ostatnie miejsce w tabeli, lecz wykupił miejsce w pierwszej lidze i uniknął relegacji. W 1976 roku zmienił nazwę na Universidad, a niedługo potem zaczął być określany przeważnie jako USAC. Trzeci pobyt klubu w pierwszej lidze miał miejsce w latach 1998–2001, dzięki zakupieniu licencji zespołu Tally Juca. Od 1998 uczelnia USAC zarządza klubem za pośrednictwem jednostki prawnej Fundación Amigos de la USAC.
W latach 2001–2009 USAC występował w drugiej lidze gwatemalskiej. W 2008 roku wywalczył awans do Liga Nacional, po pokonaniu w dwumeczu barażowym Heredii (3:2, 2:3, 4:3 po rzutach karnych). Po odwołaniu rywali (USAC wystawił dwóch nieuprawnionych graczy) pierwszy mecz zweryfikowano jako walkower dla Heredii, wobec czego USAC pozostał w drugiej lidze. Ostatecznie już rok później awansował do Liga Nacional, w której występował w latach 2009–2011, a następnie w latach 2012–2016.
W połowie dekady klub zaczął się zmagać z problemami natury organizacyjnej i finansowej, których konsekwencją były słabe wyniki sportowe i spadek do drugiej ligi w 2016 roku. W drugiej lidze grał w latach 2016–2019, po czym przez złe zarządzanie i problemy finansowe spadł do trzeciej ligi. W tamtym okresie USAC został ukarany przez FIFA zakazem transferowym za zaległości płacowe wobec jednego z byłych zawodników (zdjętym w 2020 roku), a w 2018 roku z powodu długów był bliski nieprzystąpienia do rozgrywek. W 2020 roku USAC po raz pierwszy w historii spadł do czwartej ligi. Relegacja nastąpiła w kontrowersyjnych okolicznościach. Ze względu na pandemię COVID-19 decyzją Gwatemalskiego Związku Piłki Nożnej (FEDEFUT) sezon przerwano kilka kolejek przed końcem, i choć zdecydowano się nie wyłaniać mistrza kraju, to utrzymano spadki i awanse. USAC wraz z Deportivo Siquinalá i Deportivo Mixco (spadkowiczami z pierwszej ligi) oraz Capitalinos FC (spadkowiczem z drugiej ligi) wniósł sprawę przeciwko FEDEFUT do Sportowego Sądu Arbitrażowego (CAS), którą jednak przegrał.
Po bezskutecznych staraniach o odkupienie licencji od klubów z wyższych lig, zespół przystąpił do rozgrywek czwartoligowych. Bazę drużyny oparto już nie na zawodowych piłkarzach, a na reprezentacji studentów USAC, przygotowujących się do uniwersyteckich mistrzostw Ameryki Centralnej (Juegos Universitarios Centroamericanos). W 2022 roku klub kupił licencję drużyny Cremas B (rezerw Comunicaciones FC) i dołączył dzięki temu do drugiej ligi.

## Trenerzy
- Jorge Roldán (2000)
- José Luis Mattera (2001)
- Antonio García (2001)
- Carlos Rosales (2001)
- Antonio García (2001)
- Rafael Loredo (2003–2004)
- Rafael Loredo (2007–2010)[19]
- Gilberto Yearwood (2010–2012)[20]
- Juan Rubén López (2012)
- Horacio Cordero (2012–2014)[21]
- Francisco Melgar (2015)[22]
- Roberto Gamarra (2015)[23]
- Juan Rubén López (2015)
- Ramiro Cepeda (2015–2016)[24]
- Daniel Berta (2016)[25]
- Milton Núñez (2016)[25]
- Garabet Avedissian (2016–2017)
- Jairo Ríos (2017)[26]
- Sergio Guevara (2017–2018)[26]
- Luis „Gato” Bolaños (2018)[8]
- Rigoberto Gómez (2019)[27]
- Edwin Farfán (2019)[28]
- Sergio Pardo (2019–2020)[28]
- Luis „Gato” Bolaños (od 2020)[17]
- Selvin Motta (2022)
- Mauricio Tapia (2023)
- Ramiro Cepeda (od 2023)